# Segona divisió B espanyola de futbol 2005-2006
Dades de la Temporada 2005-2006 de la Segona divisió B espanyola de futbol:

## Classificació dels clubs dels Països Catalans

### Grup 3
|         |                     | PJ | Pts | PG | PE | PP | GF | GC |
| ------- | ------------------- | -- | --- | -- | -- | -- | -- | -- |
|         | 1 CF Badalona       | 38 | 67  | 20 | 7  | 11 | 52 | 45 |
|         | 2 Llevant UE B      | 38 | 66  | 18 | 12 | 8  | 43 | 26 |
|         | 3 Alacant CF        | 38 | 66  | 18 | 12 | 8  | 60 | 34 |
|         | 4 UEA Gramenet      | 38 | 66  | 19 | 9  | 10 | 51 | 34 |
|         | 5 CE Alcoià         | 38 | 64  | 18 | 10 | 10 | 43 | 29 |
|         | 6 FC Barcelona B    | 38 | 63  | 19 | 6  | 13 | 60 | 41 |
|         | 7 Benidorm CE       | 38 | 61  | 15 | 16 | 7  | 59 | 40 |
|         | 8 Vila Joiosa CF    | 38 | 58  | 16 | 10 | 12 | 49 | 40 |
|         | 9 CA Osasuna B      | 38 | 57  | 14 | 15 | 9  | 44 | 39 |
|         | 10 Terrassa FC      | 38 | 56  | 16 | 8  | 14 | 48 | 43 |
|         | 11 UE Sant Andreu   | 38 | 55  | 15 | 10 | 13 | 47 | 40 |
|         | 12 CE L'Hospitalet  | 38 | 48  | 13 | 9  | 16 | 56 | 50 |
|         | 13 CD Alfaro        | 38 | 44  | 10 | 14 | 14 | 26 | 38 |
|         | 14 UE Figueres      | 38 | 43  | 11 | 10 | 17 | 36 | 48 |
|         | 15 Logroñés CF      | 38 | 42  | 10 | 12 | 16 | 24 | 39 |
|         | 16 SD Huesca        | 38 | 42  | 10 | 12 | 16 | 30 | 43 |
| Descens | 17 CF Reus Deportiu | 38 | 39  | 9  | 12 | 17 | 44 | 58 |
| Descens | 18 CE Sabadell FC   | 38 | 37  | 8  | 13 | 17 | 39 | 54 |
| Descens | 19 Real Zaragoza B  | 38 | 35  | 9  | 8  | 21 | 34 | 54 |
| Descens | 20 CM Peralta       | 38 | 24  | 5  | 9  | 24 | 27 | 77 |

Màxims golejadors
- 22 	 SENDOA (Alacant)
- 17 	 CHANDO (Reus)
- 16 	 SERGIO POSTIGO (L'Hospitalet)
- 16 	 GORKA PINTADO (Gramenet)
- 15 	 CAÑADAS (Sabadell)

Porters menys golejats
- 0,76 	29/38 	 MAESTRO (Alcoià)
- 0,82 	28/34 	 CHEMA (Alacant)
- 0,88 	28/32 	 DAVID ATIEGA (Alfaro)
- 0,89 	34/38 	 CASTILLA (Gramenet)
- 0,97 	36/37 	 EMILIO MUÑOZ (Vila Joiosa)

## Classificació de la resta de grups
| Pos. | Club                | Punts |
| ---- | ------------------- | ----- |
| 1    | Univ. Las Palmas    | 75    |
| 2    | Pontevedra          | 70    |
| 3    | Las Palmas          | 67    |
| 4    | Vecindario          | 66    |
| 5    | Rayo Vallecano      | 62    |
| 6    | Fuenlabrada         | 61    |
| 7    | Alcorcón            | 52    |
| 8    | Melilla             | 50    |
| 9    | Atlètic de Madrid B | 50    |
| 10   | S. Sebastian Reyes  | 50    |
| 11   | Lanzarote           | 47    |
| 12   | Playas Jandía       | 46    |
| 13   | Ourense             | 46    |
| 14   | Leganés             | 46    |
| 15   | Celta B             | 45    |
| 16   | Castillo            | 45    |
| 17   | Alcalá              | 39    |
| 18   | San Isidro          | 39    |
| 19   | Mostoles            | 34    |
| 20   | Negreira            | 34    |

| Pos. | Club             | Punts |
| ---- | ---------------- | ----- |
| 1    | Salamanca        | 75    |
| 2    | Real Sociedad B  | 65    |
| 3    | Burgos           | 64    |
| 4    | Ponferradina     | 61    |
| 5    | Real Unión       | 56    |
| 6    | Athletic B       | 55    |
| 7    | Real Oviedo      | 55    |
| 8    | Racing B         | 54    |
| 9    | Lemona           | 53    |
| 10   | Zamora           | 51    |
| 11   | Palencia         | 51    |
| 12   | Valladolid B     | 50    |
| 13   | Marino           | 50    |
| 14   | Cultural Leonesa | 47    |
| 15   | Barakaldo        | 46    |
| 16   | Amurrio          | 44    |
| 17   | Alavés B         | 38    |
| 18   | Cultural Durango | 38    |
| 19   | Portugalete      | 37    |
| 20   | Zalla            | 35    |

| Pos. | Club            | Punts |
| ---- | --------------- | ----- |
| 1    | Cartagena       | 73    |
| 2    | Águilas         | 65    |
| 3    | Sevilla B       | 60    |
| 4    | Linares         | 60    |
| 5    | Écija           | 56    |
| 6    | Córdoba         | 54    |
| 7    | Badajoz         | 54    |
| 8    | Alcalá Guadaira | 53    |
| 9    | Mérida          | 52    |
| 10   | Ceuta           | 52    |
| 11   | Extremadura     | 52    |
| 12   | Marbella        | 52    |
| 13   | Real Jaén       | 51    |
| 14   | Talavera        | 50    |
| 15   | Villanueva      | 46    |
| 16   | Baza            | 45    |
| 17   | Almansa         | 45    |
| 18   | Conquense       | 39    |
| 19   | Algeciras       | 36    |
| 20   | Díter Zafra     | 28    |

## Resultats finals
- Campions: Universidad de Las Palmas, UD Salamanca, Badalona i Cartagena FC
- Ascensos a Segona divisió espanyola de futbol: UD Salamanca, SD Ponferradina, UD Las Palmas i UD Vecindario
- Descensos a Tercera divisió: RSD Alcalá, San Isidro, Móstoles, Negreira, Cultural de Durango, Alavés B, Portugalete, Zalla, Reus Deportiu, Sabadell, Zaragoza B, Peralta, Almansa, Conquense, Algeciras CF, Díter Zafra, CD Badajoz i Castillo

## Llegenda
PJ-partits jugats, PG-guanyats, PE-empatats, PP-perduts, GF-gols a favor, GC-gols en contra, Pts-punts
| Promoció d'ascens | Promoció de descens | Descens directe |

 Ascens de categoria
 Descens de categoria